# Dvein
Dvein és un estudi d'il·lustradors, directors d'art i animadors 3D format pels valencians Fernando Domínguez, Teo Guillem i Carlos Pardo. El seu treball de motion graphics barreja mons reals i imaginaris, tant a nivell conceptual com tècnic. Començant per treballar per a Kyle Cooper sota les ordres del qual crearia, entre d'altres, els títols de crèdit de Spider-Man 3 per Sony Pictures. El seu reconeixement internacional, ja amb el nom de Dvein, se li donaria gràcies a la creació de treballs com Diésel Liquid Space i la creación de títols de crèdit per alguns dels principals festivals d'arte digital, com per exemple els festivals OFFF, F5 o TocaMe. També han donat conferències i presentacions en esdeveniments de creació multimèdia com Artfutura o Playgrounds.1
Entre els seus treballs de caràcter més publicitari, destaquen especialment les animacions promocionals del National Geographic Channel.